# Burg Haslage
Die Burg Haslage ist eine abgegangene hochmittelalterliche Burg südwestlich der Gemeinde Hasbergen  im Landkreis Osnabrück in Niedersachsen.

## Geschichte
Burg Haslage war ein Sitz von Ministerialen der Grafschaft Tecklenburg. Nach den bei Feldbegehungen und einer kleinen Ausgrabung gefundenen Keramik ist sie im 11./12. Jahrhundert gegründet worden. Aber erst 1292 erscheint sie unter dem Namen „Herslage“ als Lehen der Tecklenburger Grafen in der historischen Überlieferung. Die ersten Besitzer waren die Herren von Budde, von denen sich zwei Brüder die Burg zu Beginn des 14. Jahrhunderts aufteilten. 1343 wurde auf der Burg eine Kapelle geweiht, die vor 1600 wieder aufgehoben wurde. 1485 ging die Burg an Lambert von Snetlage über und 1621 an die Familie von Werne. Zu einem unbekannten Zeitpunkt ist die Burg abgerissen worden, danach existierte nur noch ein Gut. Dieses wurde 1777 zugunsten eines 400 m südöstlich gelegenen Neubaus, der sogenannten „Neuen Haslage“, aufgegeben. 1837 gelangte das Gut schließlich in bürgerliche Hände. 1945 ist das Gutshaus abgebrannt.

## Beschreibung
Von der Niederungsburg sind nur sehr geringe Spuren der Wall-Graben-Befestigung und des dammartigen Zufahrtsweges erhalten. Im Westen war ein zweiter Wall vorhanden.
Bei einer Sondagegrabung wurde festgestellt, dass die Befestigung aus einer Holzkonstruktion bestand und das rechteckige Burgareal um ca. 1 m aufgeschüttet war. Zudem wurde wahrscheinlich eine Wange eines Torhauses freigelegt. Dieses war aus zweischaligem Trockenmauerwerk konstruiert, bei dem die Steine offenbar wiederverwendet waren.